# Schwaig bei Nürnberg
Schwaig bei Nürnberg är en kommun och ort i Landkreis Nürnberger Land i Regierungsbezirk Mittelfranken i förbundslandet Bayern i Tyskland.